# Lengede
Lengede is een gemeente in de Duitse deelstaat Nedersaksen, en maakt deel uit van het Landkreis Peine.
Lengede telt 13.559 inwoners.
Tot deze gemeente behoren tevens de ortsteilen:
- Barbecke
- Broistedt
- Klein Lafferde
- Lengede
- Woltwiesche

- Gemeinsame Normdatei: 4035319-9
- Library of Congress Control Number: no2004072465
- Nationale Bibliotheek van Israël: 987007471614905171
- Virtual International Authority File: 235469508
- WorldCat: E39PBJrgJBpbbvyyR3xwcDr6rq

Edemissen · 
Hohenhameln · 
Ilsede · 
Lahstedt · 
Lengede · 
Peine · 
Vechelde · 
Wendeburg